# Microregione di Médio Capibaribe
Médio Capibaribe è una microregione dello Stato del Pernambuco in Brasile, appartenente alla mesoregione di Agreste Pernambucano.
È una suddivisione creata puramente per fini statistici, pertanto non è un'entità politica o amministrativa.

## Comuni
Comprende 10 comuni:
- Bom Jardim
- Cumaru
- Feira Nova
- João Alfredo
- Limoeiro
- Machados
- Orobó
- Passira
- Salgadinho
- São Vicente Ferrer